# Fifa Confederations Cup 1999
FIFA Confederations Cup 1999 spelades i Mexiko 25 juli-4 augusti 1999. Turneringen vanns av Mexiko, som besegrade Brasilien med 4-3 i finalmatchen.

## Kvalificerade lag

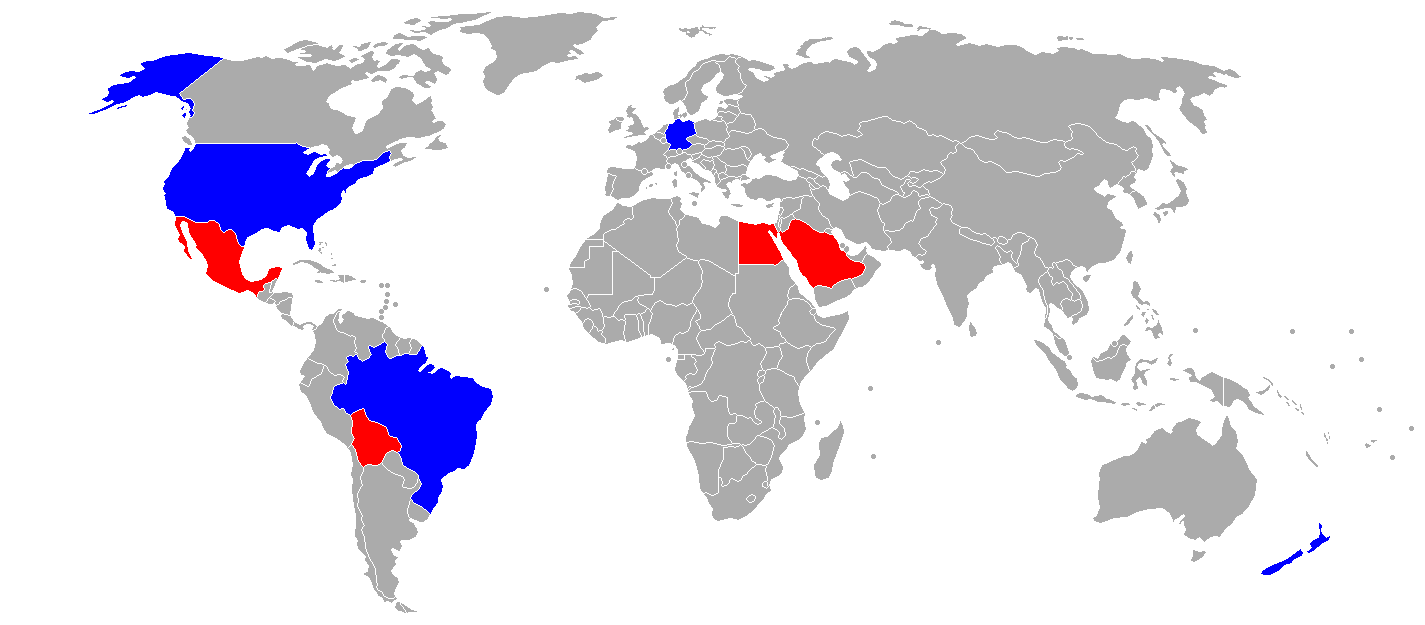
Deltagande nationer vid FIFA Confederations Cup 1999

Åtta lag från 6 federationer deltog i mästerskapet.
| Federation | Kvalificerade lag | Kvalturnering                                 |
| ---------- | ----------------- | --------------------------------------------- |
| AFC        | Saudiarabien      | Asiatiska mästare 1996                        |
| Caf        | Egypten           | Afrikanska mästare 1998                       |
| Concacaf   | Mexiko            | Värdnation och CONCACAF-mästare 1998          |
| Concacaf   | USA               | Silvermedaljör vid CONCACAF-mästerskapet 1998 |
| Conmebol   | Brasilien         | Silvermedaljör vid världsmästerskapet 1998    |
| Conmebol   | Bolivia           | Silvermedaljör vid Copa América 1997          |
| OFC        | Nya Zeeland       | Oceaniska mästare 1998                        |
| Uefa       | Tyskland          | Europeiska mästare 1996                       |

Noteringar
1. ↑  Frankrike vann Världsmästerskapet 1998, men tackade nej till medverkan i turneringen

## Spelorter och arenor

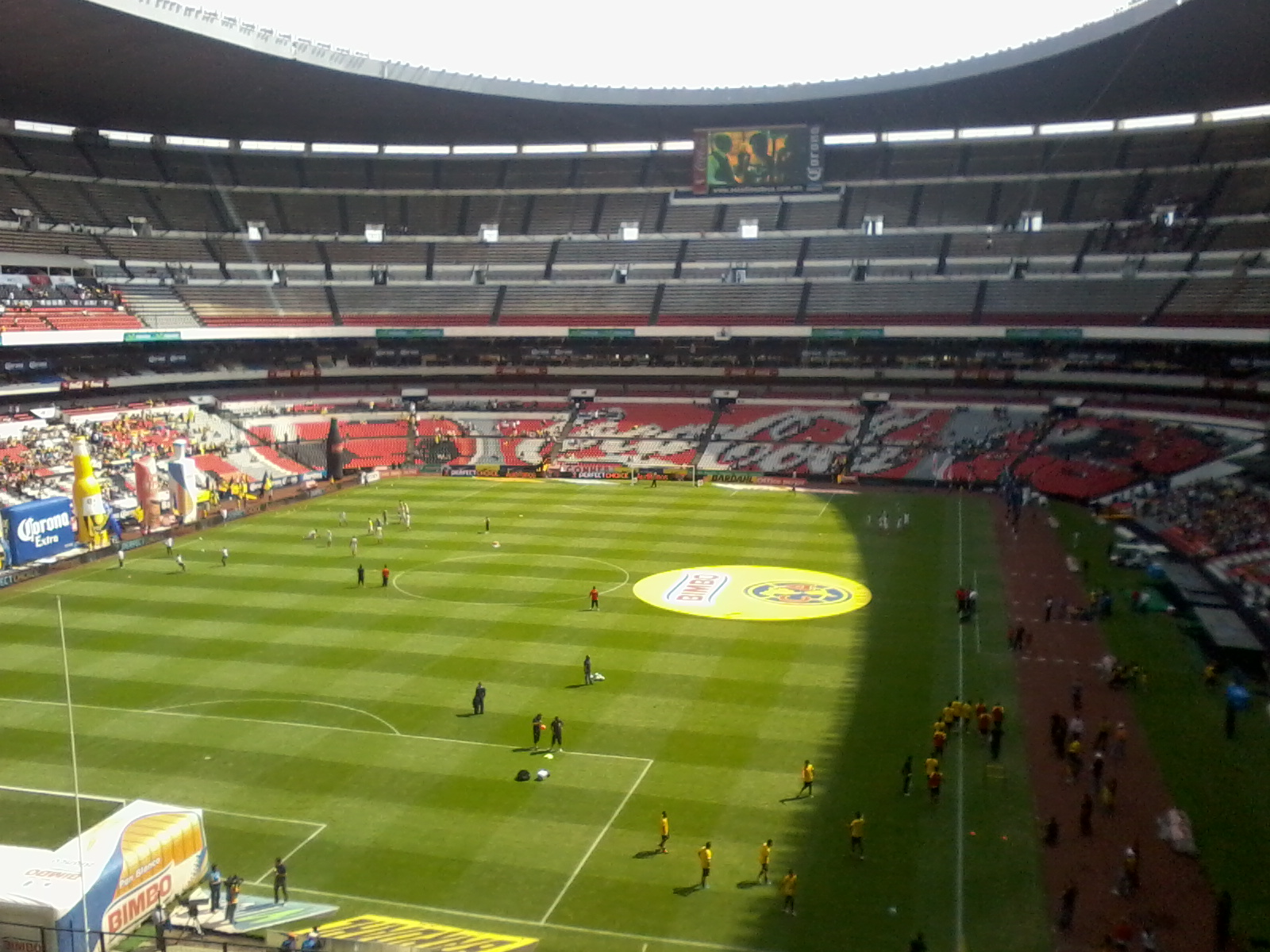
Aztekastadion

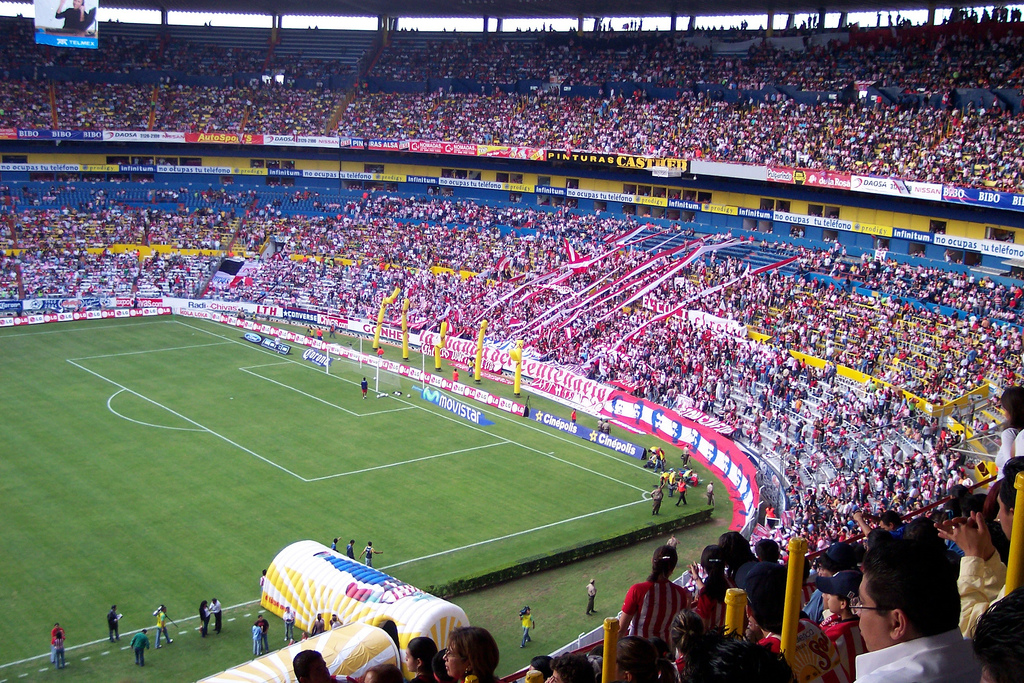
Estadio Jalisco

Två arenor är användes vid mästerskapet:
- Aztekastadion, belägen i Mexico City
- Estadio Jalisco, belägen i Guadalajara

## Domarstab
| AFC - Kim Young-Joo (Sydkorea) | CAF - Coffi Codjia (Benin) | Concacaf - Gilberto Alcala (Mexiko) - Brian Hall (USA) | Conmebol - Óscar Ruiz (Colombia) - Ubaldo Aquino (Paraguay) | Uefa - Anders Frisk (Sverige) |

## Spelartrupper
Vardera lag fick bestå av maximalt 20 spelare.

## Gruppspel

### Grupp A
| Nr | Lag          | S | V | O | F | GM | IM | MS | P |
| -- | ------------ | - | - | - | - | -- | -- | -- | - |
| 1  | Mexiko       | 3 | 2 | 1 | 0 | 8  | 3  | +5 | 7 |
| 2  | Saudiarabien | 3 | 1 | 1 | 1 | 6  | 6  | 0  | 4 |
| 3  | Bolivia      | 3 | 0 | 2 | 1 | 2  | 3  | −1 | 2 |
| 4  | Egypten      | 3 | 0 | 2 | 1 | 5  | 9  | −4 | 2 |

| 3         | 25 juli   | Bolivia                  | 2 – 2           | Egypten             | Aztekastadion                                             |                                                           |
| 12:00 CDT | 12:00 CDT | Gutiérrez 21′ Ribera 40′ | (2 – 1) Rapport | Sabry 8′ Radwan 63′ | Mexico City Publik: 85 000 Domare: Anders Frisk (Sverige) | Mexico City Publik: 85 000 Domare: Anders Frisk (Sverige) |
| 12:00 CDT | 12:00 CDT |                          |                 |                     | Mexico City Publik: 85 000 Domare: Anders Frisk (Sverige) | Mexico City Publik: 85 000 Domare: Anders Frisk (Sverige) |
| 12:00 CDT | 12:00 CDT |                          |                 |                     | Mexico City Publik: 85 000 Domare: Anders Frisk (Sverige) | Mexico City Publik: 85 000 Domare: Anders Frisk (Sverige) |

| 4         | 25 juli   | Mexiko                                | 5 – 1           | Saudiarabien         | Aztekastadion                                            |                                                          |
| 14:30 CDT | 14:30 CDT | Blanco 12′, 19′, 68′, 77′ Abundis 21′ | (3 – 0) Rapport | Al-Temyat 62′ (str.) | Mexico City Publik: 85 000 Domare: Óscar Ruiz (Colombia) | Mexico City Publik: 85 000 Domare: Óscar Ruiz (Colombia) |
| 14:30 CDT | 14:30 CDT |                                       |                 |                      | Mexico City Publik: 85 000 Domare: Óscar Ruiz (Colombia) | Mexico City Publik: 85 000 Domare: Óscar Ruiz (Colombia) |
| 14:30 CDT | 14:30 CDT |                                       |                 |                      | Mexico City Publik: 85 000 Domare: Óscar Ruiz (Colombia) | Mexico City Publik: 85 000 Domare: Óscar Ruiz (Colombia) |

| 5         | 27 juli   | Saudiarabien | 0 – 0   | Bolivia | Aztekastadion                                       |                                                     |
| 18:00 CDT | 18:00 CDT |              | Rapport |         | Mexico City Publik: 65 000 Domare: Brian Hall (USA) | Mexico City Publik: 65 000 Domare: Brian Hall (USA) |
| 18:00 CDT | 18:00 CDT |              |         |         | Mexico City Publik: 65 000 Domare: Brian Hall (USA) | Mexico City Publik: 65 000 Domare: Brian Hall (USA) |
| 18:00 CDT | 18:00 CDT |              |         |         | Mexico City Publik: 65 000 Domare: Brian Hall (USA) | Mexico City Publik: 65 000 Domare: Brian Hall (USA) |

| 6         | 27 juli   | Mexiko                | 2 – 2           | Egypten                      | Aztekastadion                                               |                                                             |
| 20:30 CDT | 20:30 CDT | Pardo 15′ Abundis 26′ | (2 – 0) Rapport | A. Hassan 79′ S. Ibrahim 85′ | Mexico City Publik: 65 000 Domare: Kim Young-Joo (Sydkorea) | Mexico City Publik: 65 000 Domare: Kim Young-Joo (Sydkorea) |
| 20:30 CDT | 20:30 CDT |                       |                 |                              | Mexico City Publik: 65 000 Domare: Kim Young-Joo (Sydkorea) | Mexico City Publik: 65 000 Domare: Kim Young-Joo (Sydkorea) |
| 20:30 CDT | 20:30 CDT |                       |                 |                              | Mexico City Publik: 65 000 Domare: Kim Young-Joo (Sydkorea) | Mexico City Publik: 65 000 Domare: Kim Young-Joo (Sydkorea) |

| 9         | 29 juli   | Egypten               | 1 – 5           | Saudiarabien                                | Aztekastadion                                               |                                                             |
| 18:00 CDT | 18:00 CDT | S. Ibrahim 70′ (str.) | (0 – 2) Rapport | Al-Otaibi 8′, 34′, 78′, 85′ Al-Shahrani 64′ | Mexico City Publik: 15 000 Domare: Ubaldo Aquino (Paraguay) | Mexico City Publik: 15 000 Domare: Ubaldo Aquino (Paraguay) |
| 18:00 CDT | 18:00 CDT |                       |                 |                                             | Mexico City Publik: 15 000 Domare: Ubaldo Aquino (Paraguay) | Mexico City Publik: 15 000 Domare: Ubaldo Aquino (Paraguay) |
| 18:00 CDT | 18:00 CDT |                       |                 |                                             | Mexico City Publik: 15 000 Domare: Ubaldo Aquino (Paraguay) | Mexico City Publik: 15 000 Domare: Ubaldo Aquino (Paraguay) |

| 10        | 29 juli   | Mexiko       | 1 – 0           | Bolivia | Aztekastadion                                            |                                                          |
| 20:30 CDT | 20:30 CDT | Palencia 52′ | (0 – 0) Rapport |         | Mexico City Publik: 55 000 Domare: Oscar Ruíz (Colombia) | Mexico City Publik: 55 000 Domare: Oscar Ruíz (Colombia) |
| 20:30 CDT | 20:30 CDT |              |                 |         | Mexico City Publik: 55 000 Domare: Oscar Ruíz (Colombia) | Mexico City Publik: 55 000 Domare: Oscar Ruíz (Colombia) |
| 20:30 CDT | 20:30 CDT |              |                 |         | Mexico City Publik: 55 000 Domare: Oscar Ruíz (Colombia) | Mexico City Publik: 55 000 Domare: Oscar Ruíz (Colombia) |

### Grupp B
| Nr | Lag         | S | V | O | F | GM | IM | MS | P |
| -- | ----------- | - | - | - | - | -- | -- | -- | - |
| 1  | Brasilien   | 3 | 3 | 0 | 0 | 7  | 0  | +7 | 9 |
| 2  | USA         | 3 | 2 | 0 | 1 | 4  | 2  | +2 | 6 |
| 3  | Tyskland    | 3 | 1 | 0 | 2 | 2  | 6  | −4 | 3 |
| 4  | Nya Zeeland | 3 | 0 | 0 | 3 | 1  | 6  | −5 | 0 |

| 1         | 24 juli   | Brasilien                                          | 4 – 0           | Tyskland | Estadio Jalisco                                             |                                                             |
| 12:00 CDT | 12:00 CDT | Zé Roberto 62′ Ronaldinho 72′ (str.) Alex 86′, 87′ | (0 – 0) Rapport |          | Guadalajara Publik: 60 000 Domare: Gilberto Alcala (Mexiko) | Guadalajara Publik: 60 000 Domare: Gilberto Alcala (Mexiko) |
| 12:00 CDT | 12:00 CDT |                                                    |                 |          | Guadalajara Publik: 60 000 Domare: Gilberto Alcala (Mexiko) | Guadalajara Publik: 60 000 Domare: Gilberto Alcala (Mexiko) |
| 12:00 CDT | 12:00 CDT |                                                    |                 |          | Guadalajara Publik: 60 000 Domare: Gilberto Alcala (Mexiko) | Guadalajara Publik: 60 000 Domare: Gilberto Alcala (Mexiko) |

| 2         | 24 juli   | Nya Zeeland    | 1 – 2           | USA                      | Estadio Jalisco                                             |                                                             |
| 14:30 CDT | 14:30 CDT | Zoricich 90+3′ | (0 – 1) Rapport | McBride 25′ Kirovski 58′ | Guadalajara Publik: 60 000 Domare: Ubaldo Aquino (Paraguay) | Guadalajara Publik: 60 000 Domare: Ubaldo Aquino (Paraguay) |
| 14:30 CDT | 14:30 CDT |                |                 |                          | Guadalajara Publik: 60 000 Domare: Ubaldo Aquino (Paraguay) | Guadalajara Publik: 60 000 Domare: Ubaldo Aquino (Paraguay) |
| 14:30 CDT | 14:30 CDT |                |                 |                          | Guadalajara Publik: 60 000 Domare: Ubaldo Aquino (Paraguay) | Guadalajara Publik: 60 000 Domare: Ubaldo Aquino (Paraguay) |

| 7         | 28 juli   | Tyskland               | 2 – 0           | Nya Zeeland | Estadio Jalisco                                         |                                                         |
| 18:00 CDT | 18:00 CDT | Preetz 6′ Matthäus 33′ | (2 – 0) Rapport |             | Guadalajara Publik: 42 000 Domare: Coffi Codjia (Benin) | Guadalajara Publik: 42 000 Domare: Coffi Codjia (Benin) |
| 18:00 CDT | 18:00 CDT |                        |                 |             | Guadalajara Publik: 42 000 Domare: Coffi Codjia (Benin) | Guadalajara Publik: 42 000 Domare: Coffi Codjia (Benin) |
| 18:00 CDT | 18:00 CDT |                        |                 |             | Guadalajara Publik: 42 000 Domare: Coffi Codjia (Benin) | Guadalajara Publik: 42 000 Domare: Coffi Codjia (Benin) |

| 8         | 28 juli   | Brasilien      | 1 – 0           | USA | Estadio Jalisco                                           |                                                           |
| 20:30 CDT | 20:30 CDT | Ronaldinho 13′ | (1 – 0) Rapport |     | Guadalajara Publik: 54 000 Domare: Anders Frisk (Sverige) | Guadalajara Publik: 54 000 Domare: Anders Frisk (Sverige) |
| 20:30 CDT | 20:30 CDT |                |                 |     | Guadalajara Publik: 54 000 Domare: Anders Frisk (Sverige) | Guadalajara Publik: 54 000 Domare: Anders Frisk (Sverige) |
| 20:30 CDT | 20:30 CDT |                |                 |     | Guadalajara Publik: 54 000 Domare: Anders Frisk (Sverige) | Guadalajara Publik: 54 000 Domare: Anders Frisk (Sverige) |

| 11        | 30 juli   | USA                 | 2 – 0           | Tyskland | Estadio Jalisco                                             |                                                             |
| 18:00 CDT | 18:00 CDT | Olsen 23′ Moore 50′ | (1 – 0) Rapport |          | Guadalajara Publik: 53 000 Domare: Gilberto Alcala (Mexiko) | Guadalajara Publik: 53 000 Domare: Gilberto Alcala (Mexiko) |
| 18:00 CDT | 18:00 CDT |                     |                 |          | Guadalajara Publik: 53 000 Domare: Gilberto Alcala (Mexiko) | Guadalajara Publik: 53 000 Domare: Gilberto Alcala (Mexiko) |
| 18:00 CDT | 18:00 CDT |                     |                 |          | Guadalajara Publik: 53 000 Domare: Gilberto Alcala (Mexiko) | Guadalajara Publik: 53 000 Domare: Gilberto Alcala (Mexiko) |

| 12        | 30 juli   | Nya Zeeland | 0 – 2           | Brasilien                         | Estadio Jalisco                                             |                                                             |
| 20:30 CDT | 20:30 CDT |             | (0 – 1) Rapport | Marcos Paulo 45+2′ Ronaldinho 88′ | Guadalajara Publik: 53 000 Domare: Kim Young-Joo (Sydkorea) | Guadalajara Publik: 53 000 Domare: Kim Young-Joo (Sydkorea) |
| 20:30 CDT | 20:30 CDT |             |                 |                                   | Guadalajara Publik: 53 000 Domare: Kim Young-Joo (Sydkorea) | Guadalajara Publik: 53 000 Domare: Kim Young-Joo (Sydkorea) |
| 20:30 CDT | 20:30 CDT |             |                 |                                   | Guadalajara Publik: 53 000 Domare: Kim Young-Joo (Sydkorea) | Guadalajara Publik: 53 000 Domare: Kim Young-Joo (Sydkorea) |

## Utslagsspel

### Semifinaler
| 13        | 1 augusti | Mexiko     | 1 – 0 (e.fl.)   | USA | Aztekastadion                                               |                                                             |
| 12:00 CDT | 12:00 CDT | Blanco 97′ | (0 – 0) Rapport |     | Mexico City Publik: 82 000 Domare: Kim Young-Joo (Sydkorea) | Mexico City Publik: 82 000 Domare: Kim Young-Joo (Sydkorea) |
| 12:00 CDT | 12:00 CDT |            |                 |     | Mexico City Publik: 82 000 Domare: Kim Young-Joo (Sydkorea) | Mexico City Publik: 82 000 Domare: Kim Young-Joo (Sydkorea) |
| 12:00 CDT | 12:00 CDT |            |                 |     | Mexico City Publik: 82 000 Domare: Kim Young-Joo (Sydkorea) | Mexico City Publik: 82 000 Domare: Kim Young-Joo (Sydkorea) |

| 14        | 1 augusti | Brasilien                                                                       | 8 – 2           | Saudiarabien       | Estadio Jalisco                                          |                                                          |
| 15:00 CDT | 15:00 CDT | João Carlos 8′ Ronaldinho 11′, 65′, 90+2′ Zé Roberto 33′ Alex 36′, 86′ Rôni 62′ | (4 – 2) Rapport | Al-Otaibi 22′, 31′ | Guadalajara Publik: 48 000 Domare: Oscar Ruiz (Colombia) | Guadalajara Publik: 48 000 Domare: Oscar Ruiz (Colombia) |
| 15:00 CDT | 15:00 CDT |                                                                                 |                 |                    | Guadalajara Publik: 48 000 Domare: Oscar Ruiz (Colombia) | Guadalajara Publik: 48 000 Domare: Oscar Ruiz (Colombia) |
| 15:00 CDT | 15:00 CDT |                                                                                 |                 |                    | Guadalajara Publik: 48 000 Domare: Oscar Ruiz (Colombia) | Guadalajara Publik: 48 000 Domare: Oscar Ruiz (Colombia) |

### Match om tredjepris
| 15        | 3 augusti | USA                   | 2 – 0           | Saudiarabien | Estadio Jalisco                                             |                                                             |
| 21:00 CDT | 21:00 CDT | Bravo 27′ McBride 78′ | (1 – 0) Rapport |              | Guadalajara Publik: 38 000 Domare: Ubaldo Aquino (Paraguay) | Guadalajara Publik: 38 000 Domare: Ubaldo Aquino (Paraguay) |
| 21:00 CDT | 21:00 CDT |                       |                 |              | Guadalajara Publik: 38 000 Domare: Ubaldo Aquino (Paraguay) | Guadalajara Publik: 38 000 Domare: Ubaldo Aquino (Paraguay) |
| 21:00 CDT | 21:00 CDT |                       |                 |              | Guadalajara Publik: 38 000 Domare: Ubaldo Aquino (Paraguay) | Guadalajara Publik: 38 000 Domare: Ubaldo Aquino (Paraguay) |

### Final
| 16        | 4 augusti | Mexiko                                 | 4 – 3           | Brasilien                                   | Aztekastadion                                              |                                                            |
| 21:00 CDT | 21:00 CDT | Zepeda 13′, 51′ Abundis 28′ Blanco 62′ | (2 – 1) Rapport | Serginho 43′ (str.) Rôni 47′ Zé Roberto 63′ | Mexico City Publik: 110 000 Domare: Anders Frisk (Sverige) | Mexico City Publik: 110 000 Domare: Anders Frisk (Sverige) |
| 21:00 CDT | 21:00 CDT |                                        |                 |                                             | Mexico City Publik: 110 000 Domare: Anders Frisk (Sverige) | Mexico City Publik: 110 000 Domare: Anders Frisk (Sverige) |
| 21:00 CDT | 21:00 CDT |                                        |                 |                                             | Mexico City Publik: 110 000 Domare: Anders Frisk (Sverige) | Mexico City Publik: 110 000 Domare: Anders Frisk (Sverige) |

## Statistik

### Skytteligan
6 mål
- Ronaldinho
- Cuauhtémoc Blanco
- Marzouk Al Otaibi

4 mål
- Alex

3 mål
- Zé Roberto
- José Manuel Abundis

### Fotnoter
1. ↑  ”Mexico 1999: Teams”. Fédération Internationale de Football Association. Arkiverad från originalet den 16 oktober 2012. https://web.archive.org/web/20121016173401/http://www.fifa.com/tournaments/archive/tournament%3D101/edition%3D4356/teams/index.html. Läst 15 januari 2013.